# 贵州空中快车事件
貴州空中快车事件是指1994年12月1日凌晨在中国贵州省贵阳市白雲區都溪林场发生的一场疑似UFO事件，此事件僅在孟照国事件後數月，成為中國大陸飛碟愛好者常合併一起討論的話題。亦被並稱为中国三大UFO懸案之一。

## 事件經過
根据贵阳车辆厂的调查报告，当天凌晨三点左右，两位值班的警察罗维俊和王军在物资处道口附近突然听到身后有巨大的声响，并且出现一股狂风，感觉被风吹离了地面。据都溪林场的副场长陈连友所述，当天凌晨两点半之后，天空中出现了闪电，落下一点小雨，并且出现黄豆大小的冰雹；三点半时，出现类似火车的很大的声响，并且房间外出现白光，闪光的目击者有靳富合、王明英。
部分当地居民声称听见从空而至有巨大轰鸣声，目击者说看见发出红色和绿色强光的不明物体从空中呼啸而过，当时值夜班巡逻保卫人员也报告说看到低空中有两个移动的火球。:10现场还发现爪形灼烧印记。记者调查與照片顯示现场大量树木被折断，还有一部分树木被连根拔起。400多亩森林被毁。现场有四片断断续续的破坏区域。另外，有人发现一辆自重24吨、总重近70吨的载货车厢似乎移动20米。

## 事件讨论
- 球状闪电說：鑑於当天有雷雨，部分调查人员认为巨响和亮光乃屬球状闪电現象。[1]然而球状闪电的持续时间一般较短，移动距离不会很长，且声音不会很大。[6]
- 飞行物說：UFO論者认为这是一个高速旋转的飞行器造成的。然而当天没有民航、军用或者气象飞行物经过的记录，也沒發現殘骸。[6]且科研工作者马瑞安认为该事件可以用射流推进理论解释，暗指該飛行器用射流推进引擎，然而这无法解释为什么落叶层没有被吹散。[7][8]
- 龍捲風說：中国科学院大气物理研究所研究员高登义认为事件是陆龙卷造成的。然而贵州没有龙卷风的形成条件，也从来没有发现过龙卷风的记录。[6]不过贵州省氣象局的老局长李良祺认为，龍捲風的持续时间较短，范围很小，所以即使出现了也很难被发现。[7]高登义還认为爪形灼烧印记可能是雷击造成的。[9]也有人补充龙卷风可能同时伴随着下擊暴流，或者和下击暴流先后出现。[7]